# 曾尹儷
曾尹儷（1963年10月31日—），中華民國政治人物，擁有美國巴爾的摩大學公共管理博士，美國喬治梅森大學經濟法律、國際貿易政策雙碩士。擁有公共管理及公共政策等專業，重點推動誠信開放政府、政府及領導文化效能、公民參與公共事務、地方經濟創新發展、財資源公平分配、帶動觀光業發展等，被視為兼具專業及實務經驗人才。現任財團法人碳權交易推廣協會永續長、全球公共事務研究中心執行長，台灣民眾黨高雄市黨部榮譽主委，真引力實業負責人。

## 政治活動
2000年國民黨連戰+蕭萬長總統候選團隊，擔任高雄總部文宣部幕僚。
2006年擔任國民黨高雄市長候選人黃俊英幕僚，擔任國際媒體發言人一職。
2008年國民黨馬英九+蕭萬長總統競選團隊，擔任高雄總部文宣部幕僚。
2010年輔選無黨籍高雄市長候選人楊秋興，擔任競選總部發言人，因此被中國國民黨黨中央撤銷黨籍，選後回美申請恢復黨籍擔任國民黨華府學生學人分部副常委及常委。
2012年國民黨馬英九+吳敦義總統競選團隊，擔任高雄三山總部顧問。
2022年以無黨籍身分參加高雄市長選戰落選。
2023年民眾黨中常委林富男與曾尹儷深度溝通後，邀請曾尹儷加入台灣民眾黨並受徵召參選高雄立委。
2024年以民眾黨南台灣唯一提名立委候選人身分投入選戰，最後拿到2萬多張選票得票率15%以上，為民眾黨在偏鄉地區擴展機名度及民意基礎。

## 選舉紀錄
| 年度 | 選舉屆數             | 選舉區           | 所屬政黨   | 得票數 | 得票率 | 當選標記 | 備註 |
| ---- | -------------------- | ---------------- | ---------- | ------ | ------ | -------- | ---- |
| 2022 | 第四屆高雄市市長選舉 | 高雄市           | 無黨籍     | 14,585 | 1.11%  |          |      |
| 2024 | 第十一屆立法委員選舉 | 高雄市第一選舉區 | 臺灣民眾黨 | 22,169 | 15.23% |          |      |

## 外部連結
- 2022 高雄市長參選人 （页面存档备份，存于）
- 2024 高雄立委參選人 https://newstaiwan.net/2024/01/09/134130/
- 曾尹儷的Facebook專頁
- YouTube上的曾尹儷頻道